# Nicetas a Aquila
Svatí Nicetas a Aquila byli mučedníci. Podle původní tradice sloužili ve vojsku a podle apokryfu Skutky svatého Kryštofa si vydělávali prostitucí a obrátili se k víře. Byli umučeni v Lýkii za pronásledování křesťanů císařem Deciem.
Jejich svátek se slaví 24. července.